# Saint-Christophe-à-Berry
Saint-Christophe-à-Berry település Franciaországban, Aisne megyében. Lakosainak száma 443 fő (2022. január 1.). Saint-Christophe-à-Berry Berny-Rivière, Nouvron-Vingré, Vic-sur-Aisne, Autrêches és Saint-Pierre-lès-Bitry községekkel határos.

## Népesség
A település népessége az elmúlt években az alábbi módon változott:
| Lakosok száma | 350  | 335  | 340  | 419  | 431  | 436  | 447  | 444  | 442  | 443  |
|               | 1968 | 1982 | 1990 | 2006 | 2013 | 2015 | 2017 | 2019 | 2020 | 2022 |